# Австрійська крона
Австрі́йська кро́на (нім. Österreichische Krone) — грошова одиниця Австрії та Ліхтенштейну з 1919 року. Введена після розпаду Австро-Угорщини, ця валюта зазнала значної інфляції через економічні труднощі та політичну нестабільність в новій Австрійській Республіці. Ліхтенштейн відмовився від крони наприкінці 1920 року, перейшовши на швейцарський франк, а в Австрійській Республіці у 1925 році її остаточно замінив австрійський шилінг, який став новою офіційною валютою країни. 
Емісію крони здійснював Австро-Угорський банк, а після його ліквідації в 1922 році — Національний банк Австрії. 

## Історія

### Розпад спільної валютної зони

Карта розпаду Австро-Угорської імперії. Новоутворені держави почали впроваджувати власні валюти на своїх територіях

Після розпаду Австро-Угорської імперії в 1918 році Австро-Угорський банк, який перебував у спільному управлінні Австрії та Угорщини, продовжував емісію австро-угорської крони, що залишалася спільною валютою Австрії, Угорщини, Чехословаччини та була в обігу на територіях, які увійшли до складу інших країн. Найважливішою проблемою, яку мали вирішити нові держави, була стабілізація курсу валюти та запобігання її подальшому знеціненню. Ініціативу виправити становище взяла Чехословаччина, чий уряд зажадав від Австро-Угорського банку припинити виплати з військових облігацій та кредитування урядів Австрії та Угорщини. Після переговорів між Австро-Угорським банком та новоствореними державами було вирішено дозволити державам самим призначати емісарів для контролю за емісією. Банк зі свого боку зобов'язався не надавати позики без відома всіх емісарів.
Австро-Угорський банк швидко порушив домовленості з урядами новоутворених держав, відновивши виплати за військовими облігаціями та надавши кредити австрійському уряду. Втративши довіру до банку, у 1919 році держави почали створювати власні національні кредитно-грошові системи. У січні 1919 року в Югославії та наприкінці лютого в Чехословаччині було проведено штемпелювання банкнот. Австрія ж займала відносно вигідне фінансове становище порівняно з сусідніми державами. У Відні розташовувалося головне управління Австро-Угорського банку, який тепер виконував функції Центрального банку валютного союзу країн-наступниць імперії, контролюючи емісію та кредитування. Тут також знаходилися друкарні для випуску банкнот. Фактично, Австрія мала контроль над грошовим обігом колишньої імперії, що робило її головним прихильником збереження єдиної валюти. Одним із наслідків цього стало масове проникнення нештемпельованих австро-угорських банкнот до Австрії, що створювало загрозу значного зростання інфляції. 

### Штемпелювання австро-угорських крон

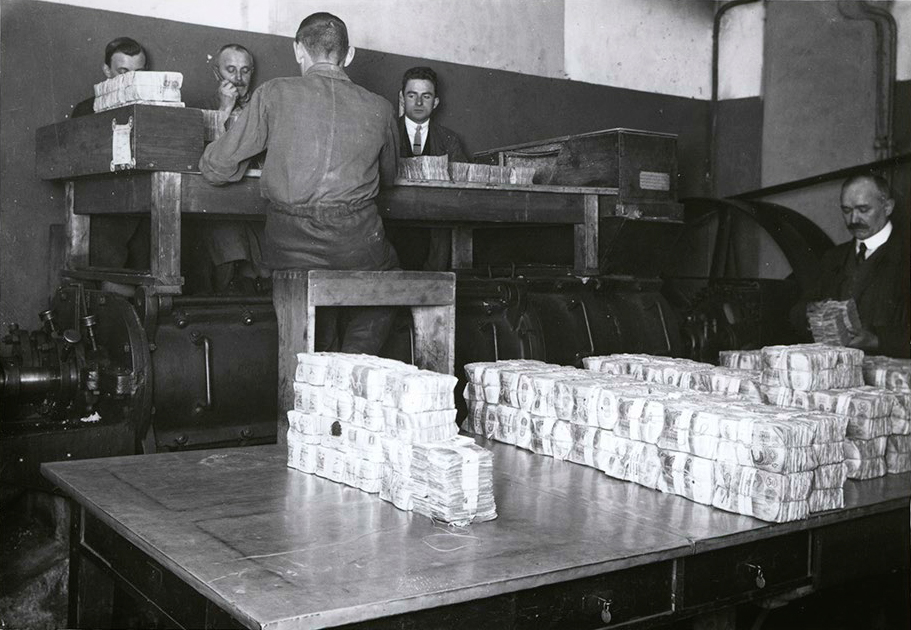
Штемпелювання банкнот номіналом 50 крон зразка 1914 року в друкарні Австрійсько-угорського банку, 1919 рік

Після того, як уряди Югославії та Чехословаччини розпочали створення власних кредитно-грошових систем та провели штемпелювання австро-угорських банкнот, Австрія вирішила вийти з єдиного грошового простору. Виконавче розпорядження Державного управління фінансів від 27 лютого 1919 року, яке стосувалося штемпелювання банкнот на території Австрії, було оприлюднено 28 лютого. Процедура обміну розпочалася 12 березня 1919 року, через три дні після завершення чехословацької фінансової сегрегації. Австро-угорські паперові гроші, що належали резидентам Австрії, обмінювалися на попередньо штемпельовані банкноти, підготовлені австрійською державною друкарнею та Австро-Угорським банком. До обміну приймалися всі дійсні паперові крони, за винятком банкнот номіналом 1, 2, 25 і 200 крон. Початково планувалося завершити процес за 12 днів, однак через страйк залізничників та інші організаційні труднощі строки кілька разів переносилися, і обмін тривав навіть після запланованого кінцевого терміну 25 березня. На цей момент загальна сума обміняних грошей сягала близько 4,8 мільярда крон. 10 травня 1919 року валютний центр відокремили від центрального банку та передали під пряме управління Державного управління фінансів. Сім місяців по тому, відповідно до нового розпорядження Державного управління фінансів від 9 січня 1920 року, на штемпельовані банкноти почали обмінювати також номінали 1 і 2 крони, хоча спочатку цього не передбачалося.

### Умови Сен-Жерменського мирного договору
Підписання Сен-Жерменського мирного договору 10 вересня 1919 року закріпило розпад імперії та встановило нові кордони у Центральній та Східній Європі. Згідно з умовами договору, новостворена Австрійська Республіка була зобов'язана проштемпелювати австро-угорські крони, що перебували в обігу на її території, а згодом замінити їх новими банкнотами. Цей процес розпочався ще в березні 1919 року, але після підписання договору він став обов’язковим. Також передбачалася повна ліквідація Австро-угорського банку та розподіл його активів і зобов’язань між державами-наступниками: Австрією, Угорщиною, Чехословаччиною, Італією, Польщею, Румунією та Югославією. 
На першому етапі старі кронові банкноти, які залишалися в обігу, отримували надпечатку «DEUTSCHÖSTERREICH». Нові банкноти, що випускалися пізніше, все ще продовжували друкуватися від імені Австро-угорського банку, мали німецький текст на лицьовій та зворотній сторонах і ту саму надпечатку «DEUTSCHÖSTERREICH». З 1920 року на банкнотах почав з'являтися новий штамп «Ausgegeben nach dem 4. Oktober 1920». Другий етап розпочався у 1922 році з введенням нової серії крон із повністю оновленим дизайном, яка включала банкноти номіналом 1, 2, 10, 20, 100, 1 000, 5 000, 50 000, 100 000 та 500 000 крон, а пізніше — 10 000 крон. Третій етап відбувся у 1924 році, коли було введено нову валюту — шилінг.

### Економічний спад Австрії
Австрія не змогла уникнути зростання інфляції, яке значною мірою було спричинено різким збільшенням військових витрат під час Першої світової війни. Ці витрати поглинали від 80 до 90 % довоєнного ВВП, що сприяло подальшому знеціненню валюти та посилювало інфляційні процеси в країні. Хоча значна частина військових витрат фінансувалася коштом облігацій, які активно продавалися серед населення, третину коштів отримали через пряме кредитування центрального банку. 1914 року були скасовані ключові обмеження для Австро-Угорського банку, включно з мінімальним золотим покриттям банкнот і забороною на кредитування уряду. В результаті, до кінця війни кількість банкнот в обігу збільшилася в 12 разів, що призвело до різкого зростання інфляції. До 1918 року рівень споживчих цін зріс у 11 разів порівняно з 1914 роком. Після війни ситуація ще погіршала: інфляція продовжувала стрімко зростати, досягнувши піка в 1922 році (див. Статистичні дані). З 1914 по 1922 роки ціни зросли більш ніж у 5 000 разів, а до 1924 року – майже у 14 000 разів. На додачу до воєнних боргів, державний бюджет Австрії був обтяжений новими витратами. До наявного апарату державної служби, залізниць і виплат по безробіттю, що дісталися у спадок від Австро-Угорської імперії, значних видатків вимагали також продовольчі субсидії. Центральний банк продовжував емісію грошей на вимогу уряду, що зрештою призвело до гіперінфляції. Керівництво банку усвідомлювало можливі наслідки такої політики, але через побоювання соціальних заворушень та анархії вирішило продовжувати цей курс. Гіперінфляція хоч і зменшувала боргове навантаження на уряд, водночас знищувала заощадження середнього класу, значно послаблюючи його фінансове становище. 
Завдяки серії реформ і підписанню Женевських протоколів у жовтні 1922 року економічну ситуацію вдалося стабілізувати. Згодом, з уведенням шилінга як офіційної валюти, завершилося використання австрійської та австро-угорської крони, включно зі штемпельованими варіантами, як законного платіжного засобу в Австрійській республіці.

## Наддруки на банкнотах Австро-Угорського банку

### Надпечатка «DEUTSCHÖSTERREICH»

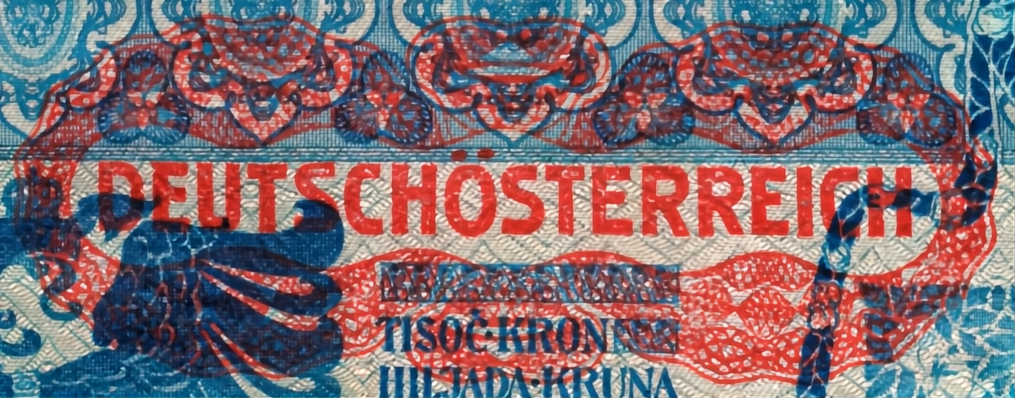
Червона надпечатка «DEUTSCHÖSTERREICH» на банкноті номіналом 1 000 крон зразка 1902 року

Назва нової австрійської держави — «Німецька Австрія» (нім. Deutschösterreich), — офіційно використовувалася з 12 листопада 1918 до 21 жовтня 1919 року. Саме під цією назвою країна існувала в період проведення обміну банкнот на штемпельовані. Відповідно до умов Сен-Жерменського мирного договору, вона була змінена на «Австрійська Республіка».
25 березня 1919 року було офіційно завершене штемпелювання австро-угорських крон. Штемпель та надпечатка на банкнотах містили слово нім. DEUTSCHÖSTERREICH, досл. «НІМЕЦЬКА АВСТРІЯ». Після цієї дати всі непроштемпельовані банкноти номіналів 10, 20, 50, 100, 1 000 і 10  000 крон, а з 1 вересня 1920 року — також 1 та 2 крони втратили статус законного платіжного засобу в Австрії. Навесні 1920 року це спричинило неочікувану хвилю фальсифікацій надпечаток. Недовіра населення до проштемпельованих банкнот зросла настільки, що розраховуватися кронами великого номіналу було практично неможливо. Це призвело до паніки, внаслідок чого ділове життя практично завмерло, а фондовий ринок майже припинив свою діяльність. Анулюванням підробок в Австрії займалася комісія з експертизи відбракованих банкнот (нім. Kommission zur Prüfung beanstandeter Banknoten). Банківські касири отримали восьмисторінкову брошуру з інструкціями для виявлення банкнот з фальшивими надпечатками. Ці інструкції також описували процес анулювання підробок або проставлення штампа нім. NOTE ECHT • STEMPEL FALSCH, досл. «БАНКНОТА СПРАВЖНЯ • ШТЕМПЕЛЬ ФАЛЬШИВИЙ». 1 травня 1920 року було оголошено про підготовку термінового випуску 100, 1000 і 10 000 кронових штемпельованих купюр із новим оформленням. 3 травня на нетривалий проміжок часу в грошовий обіг випустили номінали 1 000 і 10 000 крон з новим додатковим штампом нім. ECHT - ÖSTERREICHISCH-UNGARISCHE BANK - Hauptanstalt Wien, досл. «СПРАВЖНЯ - АВСТРО-УГОРСЬКИЙ БАНК - Головний офіс у Відні», який підтверджував справжність штемпеля «DEUTSCHÖSTERREICH». 8 травня 1920 року було введено банкноти 1 000 крон нового зразка, а 17 травня 1920 року в обігу з'явилась банкнота 10 000 крон; обидві банкноти мали однаковий дизайн. Банкноту номіналом 100 крон (також з німецьким аверсом і реверсом, але з горизонтальною надпечаткою), випустили тільки через два з половиною місяці, 31 липня 1920 року. Випуск банкнот з новим дизайном і надпечатками допоміг повністю подолати кризу та стабілізувати їхнє використання.
20 червня 1920 року було опубліковано розпорядження, згідно з яким банкноти Австро-Угорського банку, призначені для обігу в Австрійській Республіці, мали містити текст німецькою мовою з обох сторін купюри. Надалі номінали 1 000 і 10 000 крон зазнали модифікацій, зокрема, було повністю перероблено зворотний бік банкнот: угорський реверс замінили орнаментом із двома жіночими обличчями, розташованими дзеркально праворуч і ліворуч у верхній частині. На засіданні Генеральної ради Австро-Угорського банку 28 листопада 1921 року було повідомлено, що 31 жовтня 1921 року було розпочато випуск нової серії австрійських штемпельованих банкнот («II. AUFLAGE») з надпечаткою «DEUTSCHÖSTERREICH» номіналом 10 000 крон.

### Проштемпельовані банкноти (1919—1921)
Надпечатка «DEUTSCHÖSTERREICH» обрамлена стилізованою гільйошною рамкою розміром 56х20 мм. На банкнотах номіналом 1 і 2 крони вона була зеленою, а на інших номіналах — червоною або оранжево-червоною. Надпечатка розміщувалася на австрійській стороні банкноти, причому розташування могло бути горизонтальним або вертикальним залежно від типу банкноти. На купюрах номіналом 20, 1 000 і 10 000 крон вона могла бути розташована по-різному щодо герба (орла). Через труднощі повоєнного часу часто траплялися випадки помітного зсуву надпечаток відносно заданого розташування. Попри ці недоліки, через величезну кількість грошей в обігу такі купюри все одно використовувалися у грошовому обігу і сприймалися як дійсні.
| Банкноти Австро-Угорського банку з надпечаткою «DEUTSCHÖSTERREICH»             | Банкноти Австро-Угорського банку з надпечаткою «DEUTSCHÖSTERREICH» | Банкноти Австро-Угорського банку з надпечаткою «DEUTSCHÖSTERREICH» | Банкноти Австро-Угорського банку з надпечаткою «DEUTSCHÖSTERREICH» | Банкноти Австро-Угорського банку з надпечаткою «DEUTSCHÖSTERREICH» | Банкноти Австро-Угорського банку з надпечаткою «DEUTSCHÖSTERREICH» | Банкноти Австро-Угорського банку з надпечаткою «DEUTSCHÖSTERREICH» |
| Номінал (крон)                                                                 | Зображення                                                         | Зображення                                                         | Розмір (мм)                                                        | Дизайнери                                                          | Дата                                                               | Дата                                                               |
| Номінал (крон)                                                                 | Аверс                                                              | Реверс                                                             | Розмір (мм)                                                        | Дизайнери                                                          | проставлення надпечатки або випуску                                | вилучення                                                          |
| ------------------------------------------------------------------------------ | ------------------------------------------------------------------ | ------------------------------------------------------------------ | ------------------------------------------------------------------ | ------------------------------------------------------------------ | ------------------------------------------------------------------ | ------------------------------------------------------------------ |
| 1                                                                              |                                                                    |                                                                    | 112×68                                                             | Алоіс Ганс Шрам, Рудольф Юнк, Рудольф Реслер                       | 9 січня 1920 року                                                  | 31 січня 1924 року                                                 |
| 2                                                                              |                                                                    |                                                                    | 125×85                                                             | Алоіс Ганс Шрам, Рудольф Юнк, Рудольф Реслер                       | 9 січня 1920 року                                                  | 31 січня 1924 року                                                 |
| 10                                                                             |                                                                    |                                                                    | 150×80                                                             | Йозеф Пфайффер                                                     | 12 березня 1919 року                                               | 31 січня 1924 року                                                 |
| 20                                                                             |                                                                    |                                                                    | 150×89                                                             | Йозеф Пфайффер                                                     | 12 березня 1919 року                                               | 31 січня 1924 року                                                 |
| 50                                                                             |                                                                    |                                                                    | 162×100                                                            | Йозеф Пфайффер                                                     | 12 березня 1919 року                                               | 31 січня 1924 року                                                 |
| 100                                                                            |                                                                    |                                                                    | 163×107                                                            | Йозеф Пфайффер                                                     | 12 березня 1919 року                                               | 31 січня 1924 року                                                 |
| 1 000                                                                          |                                                                    |                                                                    | 194×128                                                            | Рудольф Реслер, Генріх Лефлер, Йозеф Урбан                         | 12 березня 1919 року                                               | 31 січня 1924 року                                                 |
| 10 000                                                                         |                                                                    |                                                                    | 194×128                                                            | Рудольф Реслер, Генріх Лефлер, Йозеф Урбан                         | 12 березня 1919 року                                               | 31 березня 1925 року                                               |
| 1 000                                                                          |                                                                    |                                                                    | 194×128                                                            | Рудольф Реслер, Генріх Лефлер, Йозеф Урбан                         | 3 травня 1920 року                                                 | 31 січня 1924 року                                                 |
| 10 000                                                                         |                                                                    |                                                                    | 194×128                                                            | Рудольф Реслер, Генріх Лефлер, Йозеф Урбан                         | 3 травня 1920 року                                                 | 31 березня 1925 року                                               |
| Австрійські банкноти Австро-Угорського банку з надпечаткою «DEUTSCHÖSTERREICH» |                                                                    |                                                                    |                                                                    |                                                                    |                                                                    |                                                                    |
| 100                                                                            |                                                                    |                                                                    | 163×108                                                            | Йозеф Пфайффер                                                     | 31 липня 1920 року                                                 | 31 січня 1924 року                                                 |
| 1 000                                                                          |                                                                    |                                                                    | 194×128                                                            | Рудольф Реслер, Генріх Лефлер, Йозеф Урбан                         | 8 травня 1920 року                                                 | 31 січня 1924 року                                                 |
| 1 000                                                                          |                                                                    |                                                                    | 194×128                                                            | Рудольф Реслер, Генріх Лефлер, Йозеф Урбан                         | після 20 червня 1920 року                                          | 31 січня 1924 року                                                 |
| 1 000                                                                          |                                                                    |                                                                    | 194×128                                                            | Рудольф Реслер, Генріх Лефлер, Йозеф Урбан                         | після 20 червня 1920 року                                          | 31 січня 1924 року                                                 |
| 10 000                                                                         |                                                                    |                                                                    | 194×128                                                            | Рудольф Реслер, Генріх Лефлер, Йозеф Урбан                         | після 20 червня 1920 року                                          | 31 березня 1925 року                                               |
| 10 000                                                                         |                                                                    |                                                                    | 194×128                                                            | Рудольф Реслер, Генріх Лефлер, Йозеф Урбан                         | 31 жовтня 1921 року                                                | 31 березня 1925 року                                               |

### Штамп «Ausgegeben nach dem 4. Oktober 1920»

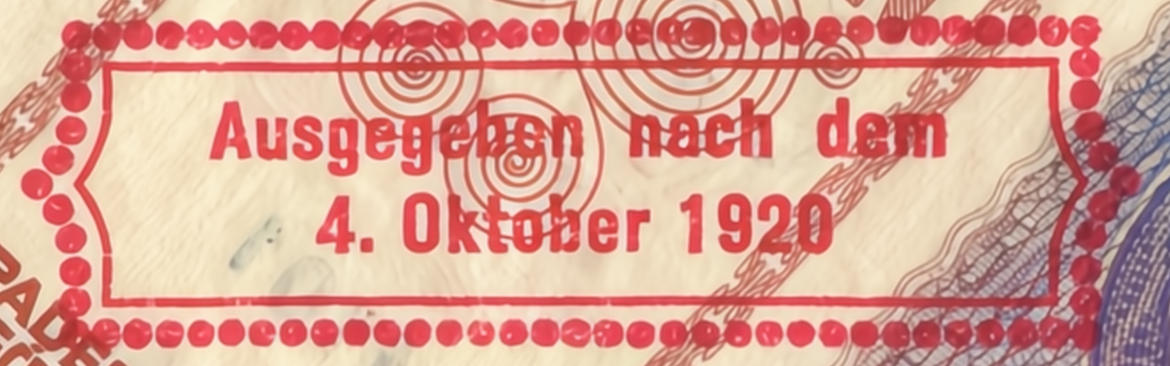
Червоний штамп «Ausgegeben nach dem 4. Oktober 1920» на банкноті номіналом 50 крон зразка 1914 року

Штемпелювання «DEUTSCHÖSTERREICH» не торкнулося банкнот, що були внесені на депозитні рахунки Австро-угорського банку і належали іноземним компаніям-резидентам зі Швейцарії та Німеччини. Банк продовжував нести відповідальність за фінансові активи, включаючи ті, що перебували за кордоном. Вартість цих коштів мала відшкодовуватися спільно Австрією та Угорщиною, оскільки банк перебував під їхнім спільним управлінням, на відміну від інших держав-наступників імперії. Правовий статус таких активів регулювала постанова Державного управління фінансів від 25 березня 1919 року, яка вивела цей тип грошей в окрему категорію — нім. alter Kronenrechnung, досл. «старі кронові рахунки». Ця ж постанова встановила, що в австрійському грошовому обігу законними платіжними засобами могли бути лише банкноти з надпечаткою «DEUTSCHÖSTERREICH». Отримати готівкові виплати зі «старих кронових рахунків» у штемпельованих банкнотах було досить складно, а банкноти без штемпеля було заборонено як ввозити, так і вивозити за кордон. Це ставало можливим лише за спеціальним дозволом державного секретаря з фінансів. Такий дозвіл також могли отримати нерезиденти Німецької Австрії з територій колишньої Австро-Угорської імперії для погашення заборгованостей на австрійській території, а також приватні особи та компанії з-за кордону для виконання фінансових зобов'язань, що виникли до 28 лютого 1919 року. Восени 1920 року Чехословаччина вилучила останні непроштемпельовані австро-угорські банкноти з офіційного грошового обігу в Підкарпатській Русі, прагнучи, зокрема, запобігти контрабанді цих грошей. Водночас Сен-Жерменський мирний договір, ратифікований Австрією 21 жовтня 1919 року, що набув чинності 16 липня 1920 року, передбачав припинення видачі банкнот без державних надпечаток, навіть якщо цього вимагали іноземні власники рахунків.
15 жовтня 1920 року Австро-Угорський банк post factum повідомив, що з 5 жовтня на всі непроштемпельовані банкноти з «старих кронових рахунків» буде наноситися штамп нім. Ausgegeben nach dem 4. Oktober 1920, досл. «Випущено після 4 жовтня 1920 року». Ця інформація була офіційно підтверджена постановою Міністерства фінансів від 21 жовтня та виконавчим розпорядженням від 6 листопада 1920 року. Відповідно до розпорядження австрійського Державного управління фінансів, власникам «старих кронових рахунків» з-за меж колишньої імперії було знято всі обмеження на готівкові виплати та перекази. Для інших активів цієї категорії ввели нові правила: зняття готівки стало можливим лише банкнотами з новим штампом «Ausgegeben nach dem 4. Oktober 1920».

### Проштамповані банкноти (1920)
Штамп «Ausgegeben nach dem 4. Oktober 1920» був внутрішньою відміткою Австро-Угорського банку, і банкноти з ним не визнавалися законним платіжним засобом в Австрії. Такими кронами неможливо було розрахуватися за будь-які послуги чи товари. Штамп має прямокутну форму, в центрі якої текст німецькою мовою. Навколо текстового поля розміщена рамка, прикрашена 84 крапками діаметром приблизно 1 мм. Розміри штампа варіюються: ширина становить від 51 мм до 53 мм, висота — 16 мм. Колір змінювався залежно від номіналу банкноти. Дрібні номінали (1 і 2 крони) мали зелений штамп, оскільки основний колір цих банкнот був червоним, а на інших купюрах використовували червоний штамп.
| Банкноти Австро-Угорського банку зі штампом «Ausgegeben nach dem 4. Oktober 1920» | Банкноти Австро-Угорського банку зі штампом «Ausgegeben nach dem 4. Oktober 1920» | Банкноти Австро-Угорського банку зі штампом «Ausgegeben nach dem 4. Oktober 1920» | Банкноти Австро-Угорського банку зі штампом «Ausgegeben nach dem 4. Oktober 1920» | Банкноти Австро-Угорського банку зі штампом «Ausgegeben nach dem 4. Oktober 1920» | Банкноти Австро-Угорського банку зі штампом «Ausgegeben nach dem 4. Oktober 1920» | Банкноти Австро-Угорського банку зі штампом «Ausgegeben nach dem 4. Oktober 1920» |
| Номінал (крон)                                                                    | Зображення                                                                        | Зображення                                                                        | Розмір (мм)                                                                       | Дизайнери                                                                         | Дата                                                                              | Дата                                                                              |
| Номінал (крон)                                                                    | Аверс                                                                             | Реверс                                                                            | Розмір (мм)                                                                       | Дизайнери                                                                         | проставлення штампу                                                               | вилучення                                                                         |
| --------------------------------------------------------------------------------- | --------------------------------------------------------------------------------- | --------------------------------------------------------------------------------- | --------------------------------------------------------------------------------- | --------------------------------------------------------------------------------- | --------------------------------------------------------------------------------- | --------------------------------------------------------------------------------- |
| 1                                                                                 |                                                                                   |                                                                                   | 112×68                                                                            | Алоїз Ганс Шрам, Рудольф Юнк, Рудольф Реслер                                      | 21 жовтня 1920 року                                                               | 31 січня 1924 року                                                                |
| 2                                                                                 |                                                                                   |                                                                                   | 125×85                                                                            | Алоїз Ганс Шрам, Рудольф Юнк, Рудольф Реслер                                      | 21 жовтня 1920 року                                                               | 31 січня 1924 року                                                                |
| 10                                                                                |                                                                                   |                                                                                   | 150×80                                                                            | Йозеф Пфайффер                                                                    | 21 жовтня 1920 року                                                               | 31 січня 1924 року                                                                |
| 20                                                                                |                                                                                   |                                                                                   | 150×89                                                                            | Йозеф Пфайффер                                                                    | 21 жовтня 1920 року                                                               | 31 січня 1924 року                                                                |
| 50                                                                                |                                                                                   |                                                                                   | 162×100                                                                           | Йозеф Пфайффер                                                                    | 21 жовтня 1920 року                                                               | 31 січня 1924 року                                                                |
| 100                                                                               |                                                                                   |                                                                                   | 163×107                                                                           | Йозеф Пфайффер                                                                    | 21 жовтня 1920 року                                                               | 31 січня 1924 року                                                                |
| 1 000                                                                             |                                                                                   |                                                                                   | 194×128                                                                           | Рудольф Реслер, Генріх Лефлер, Йозеф Урбан                                        | 21 жовтня 1920 року                                                               | 31 січня 1924 року                                                                |

## Інфляційна крона

### Економічна криза

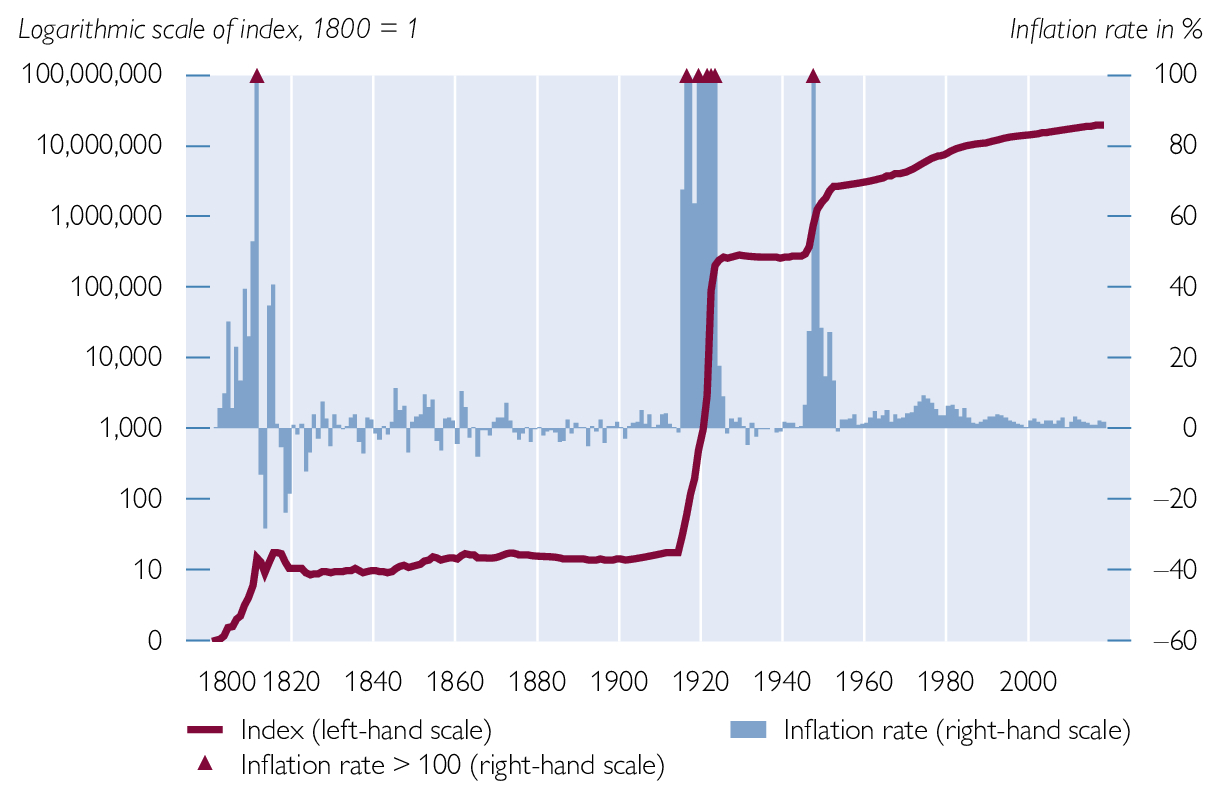
Індекс споживчих цін (Index) та річна інфляція (inflation rate) в Австрії. 1800―2018 роки

Відомий вислів Жоржа Клемансо фр. Autriche c'est ce que reste, досл. «Те, що залишилося, це Австрія» точно відображає становище країни після розпаду Австро-Угорської імперії, а також після мирних переговорів. Австрія разом з Угорщиною була визнана єдиною правонаступницею монархії, що несла відповідальність за виплату репарацій державам-переможцям. Відсутність достатньої застави значно обмежувала можливості отримання зовнішнього фінансування. Як зазначив Отто Бауер у своїй книзі «Австрійська революція», вартість австрійської крони тепер базувалася не на ресурсах великої імперії, таких як родючі землі, поклади вугілля та нафти, промислових та портових об'єктах, а лише на обмежених можливостях економіки Німецької Австрії. Розпад економічної структури монархії, погані врожаї та загальна нестача ресурсів, що призвели до спаду промислового виробництва, значно погіршили становище населення. Апарат державної служби, що перейшов під управління нової влади, був надто великим для невеликої країни, а рівень індустріалізації не відповідав її економічним можливостям. Багато промислових підприємств виявилися ізольованими від постачальників та традиційних ринків збуту, що ускладнювало вихід на нові зовнішні ринки. 
До 1918 року реальний ВВП скоротився більш ніж на 40 % порівняно з довоєнним рівнем. В цей самий час, коли вже заговорили про справжній голод, на допомогу Австрії вперше прийшли США під керівництвом майбутнього президента Герберта Гувера. У Парижі створили міжнародну продовольчу комісію, яка в грудні 1918 року видала австрійському уряду аванс на 4 000 тонн зерна. До кінця 1921 року загальна сума продовольчих кредитів для забезпечення населення їжею перевищила 120 мільйонів доларів. Цього виявилося недостатньо, тому уряд запровадив субсидії на продаж продуктів, які фінансувалися шляхом емісії грошей. Наприкінці 1920 року обсяг продовольчих субсидій склав 4,3 мільярда крон, що становило 25 % загальних бюджетних витрат. До кінця 1921 року субсидії зросли до 65,8 мільярда крон, що становило 58 % всіх державних витрат.

### Австрія в умовах гіперінфляції
Величезний дефіцит австрійського бюджету (зокрема, для субсидування продовольства) та валютні спекуляції продовжували стимулювати інфляцію, яку неможливо було зупинити. Це змусило Ліхтенштейн наприкінці 1920 року відмовитися від використання австрійської крони, перейшовши на швейцарський франк. Девальвація грошей зростала неймовірними темпами. Якщо на початку 1920 року в обігу було 12 мільярдів крон, то у серпні 1922 року сума зросла до понад 1-го трильйона. Центральний банк продовжував емісію грошей на вимогу уряду, що зрештою призвело до гіперінфляції. На своєму піку, 25 серпня 1922 року, курс крони до англійського фунта стерлінгів досягав 350 000 :1, тоді як перед Першою світовою війною, у 1914 році, це співвідношення становило 25 :1. Водночас вартість «паперової крони» щодо золотої впала до 17 000 :1 (див. Валютний курс). Буханець хліба у Відні в 1922 році коштував 5 700 крон замість кількох гелерів на початку 1914 року. Щоб виплатити зарплату, бухгалтери великих компаній ходили в банки з валізами та вимагали вантажників, щоб ті допомогли доставити паперові гроші на підприємства. Населення неохоче приймало крони, і ті, хто все ж таки погоджувався, могли встановлювати ціни на товари на свій розсуд. Ціни підвищувалися щодня, а інколи навіть щогодини. Люди почали панічно вкладати гроші в реальні активи, а ажіотажний попит на товари посилювався через тих, хто мав доступ до іноземної валюти. Дехто був змушений продавати своє майно за безцінь, тоді як інші значно збагатилися. Загострення економічної кризи посилювало антисемітські та ксенофобські настрої серед населення.

| Крона впала до 15 000-ї вартості золота, повний крах був неминучим, кінець Австрії, здавалося, був близьким |
| — Вальтер Голдінгер і Дітер Біндер, Історія Республіки Австрія: 1918-1938                                   |

Гіперінфляція мала також деякі неочевидні переваги. Зокрема, вона сприяла зниженню тягаря військових боргів та зменшенню витрат на виплату заробітної плати державним службовцям. Австрійська промисловість отримувала експортні переваги, залучалися іноземні інвестори, стимулювався туризм.

### Валютна та банківська реформа

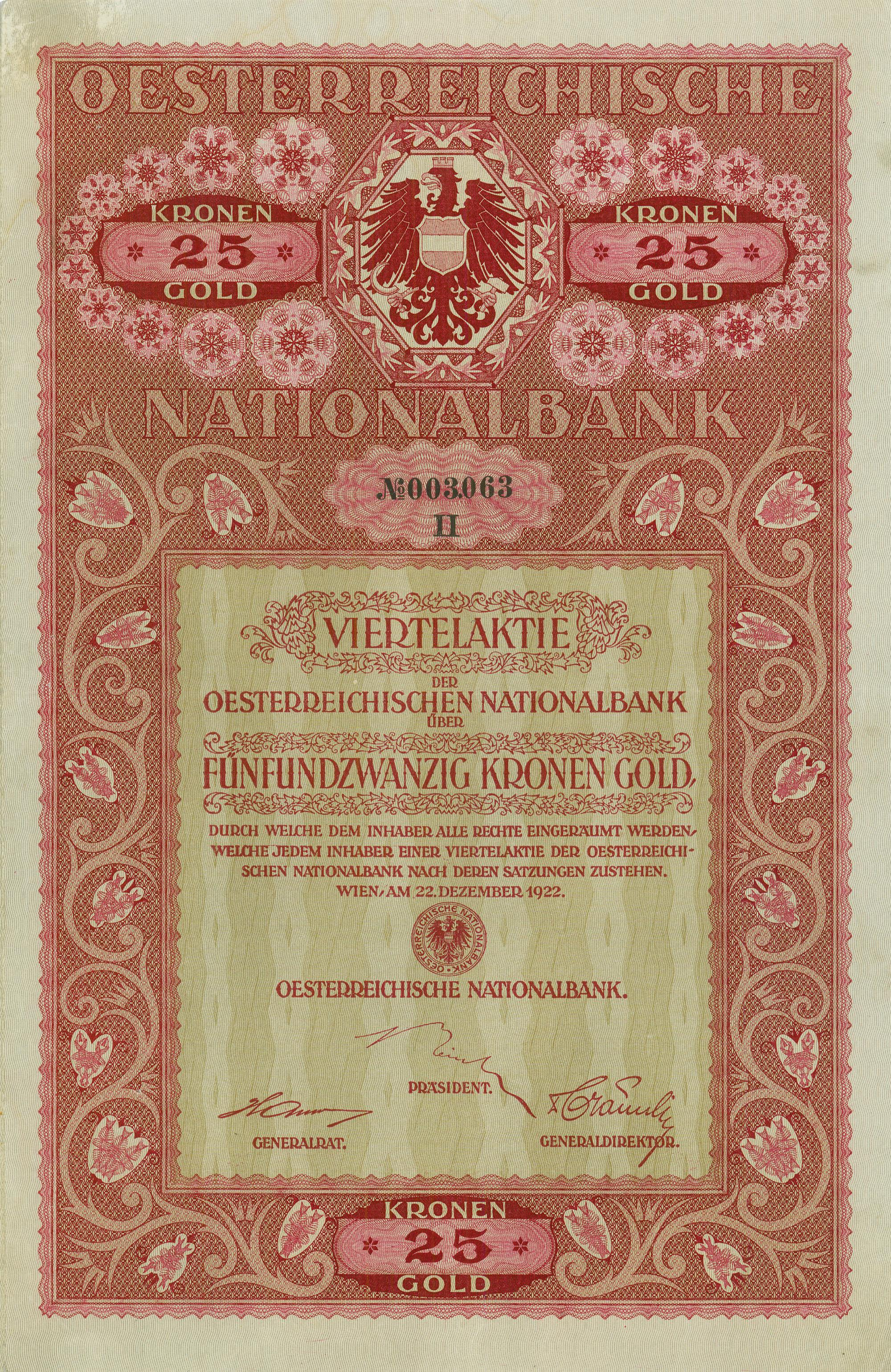
Акція Національного банку Австрії номіналом 25 крон золотом від 22 грудня 1922 року

Гіперінфляцію в Австрії вдалося зупинити завдяки комплексу заходів. Перший крок включав міжнародну програму допомоги під егідою Ліги Націй, що передбачала надання Австрії кредитів у розмірі 650 мільйонів золотих крон терміном на 20 років, забезпечених гарантіями від декількох іноземних держав. В обмін на цю допомогу федеральний канцлер Ігнац Зайпель був зобов'язаний здійснити суворі монетарні та фіскальні реформи, а також погодитися на міжнародний нагляд за своєю економічною політикою. Підписані в жовтні 1922 року Женевські протоколи створили основні умови для впорядкування бюджету та зупинили тенденцію до зростання цін. Другий крок передбачав реформування нім. Oesterreichische Nationalbank, досл. «Національного банку Австрії», який став акціонерним товариством з обмеженим впливом уряду, а також заборону на фінансування державних витрат через емісію грошей. Крім того, банк отримав завдання підготувати повернення до золотого стандарту, що існував до Першої світової війни. Третій крок включав стабілізацію обмінного курсу австрійської крони щодо долара США (див. Валютний курс), що було досягнуто завдяки довірі до загальної програми реформ і збільшенню офіційних резервів внаслідок позик від Ліги Націй. Завершальним етапом стало введення нової валюти — шилінгу.
З початком ліквідації Австро-Угорського банку в 1919 році стало зрозуміло, що Австрія, як і інші держави-наступники, потребує власного емісійного банку. Зрештою, центральний банк фінансував близько 75 % дефіциту федерального бюджету між 1918 і 1922 роками. 14 листопада 1922 року був прийнятий статут нового центрального банку Австрії у вигляді федерального закону. Він закріпив офіційну назву банку, як «Національний банк Австрії», відроджуючи історичну назву установи, якій ще в 1816 році було надано виключне право на випуск банкнот відповідно до грошово-кредитної політики того часу. Статут базувався на принципах, встановлених Лігою Націй, які вимагали повної незалежності центрального банку від потреб державного кредитування, автономного управління та належного забезпечення капіталу для підтримки цієї незалежності. Останні загальні збори акціонерів Австро-Угорського банку відбулися 14 липня 1921 року, а останнє засідання його Генеральної ради — 15 грудня 1922 року. Національний банк Австрії розпочав свою діяльність 1 січня 1923 року.
Прийняті заходи швидко принесли результати. До 1923 року державні доходи майже зрівнялися з витратами, що дозволило частково зменшити залежність від позики Ліги Націй. Економічна ситуація в країні покращувалася: зростання реального ВВП у 1925—1929 роках становило в середньому 3,5 % на рік, інфляція знизилася до помірного рівня (див. Статистичні дані), але безробіття залишалося високим. На початку 1920-х років чисельність державних службовців було значно скорочено, що сприяло зростанню безробіття, яке досягло 12,7 % у 1929 році.

### Банкноти Австро-Угорського банку (1922)
Через постійне зростання попиту на гроші виникла потреба у випуску банкнот із номіналом, вищим ніж 10 000 крон. У відповідь на запит про випуск банкнот з вищими номіналами, голова Банку зазначив, що вже ведуться переговори з урядом стосовно випуску банкнот номіналом 100 000 крон. Водночас було необхідно узгодити текст цих банкнот з урядом та ліквідаційною комісією. На засіданні 22 грудня 1921 року Генеральна Рада ухвалила рішення про тимчасову емісію банкнот номіналом 50 000 крон. Пік інфляції в Австрії було зафіксовано у вересні 1922 року, коли випустили банкноту номіналом 500 000 крон. Розглядалася також можливість випуску банкноти номіналом 1 мільйон крон, для якої навіть надрукували пробні зразки, проте цей проєкт не був реалізований.
У 1922 році ввели нову серію банкнот з абсолютно новим дизайном, для заміщення штемпельованих банкнот попередніх випусків. До цієї серії увійшли банкноти номіналом 1, 2, 10, 20, 100, 1 000, 5 000, 20 000, 100 000 і 500 000 крон. Ця серія продовжувала випускатися від імені Австро-угорського банку, однак тепер усі банкноти мали текст з обох сторін виключно німецькою мовою. Банкноти номіналом 1 та 2 крони в обігу не перебували, їх радше використовували як папір для нотаток, адже реверс був порожній. Гіперінфляція призвела до того, що банкнота номіналом в 1 000 крон виконувала роль «розмінної монети». Цей випуск став останнім в історії Австро-угорського банку, оскільки 5 грудня 1922 року розпочалася фінальна стадія його ліквідації.
| Банкноти від імені Австро-Угорського банку | Банкноти від імені Австро-Угорського банку | Банкноти від імені Австро-Угорського банку | Банкноти від імені Австро-Угорського банку | Банкноти від імені Австро-Угорського банку | Банкноти від імені Австро-Угорського банку | Банкноти від імені Австро-Угорського банку |
| Номінал (крон)                             | Зображення                                 | Зображення                                 | Розмір (мм)                                | Дизайнери                                  | Дата                                       | Дата                                       |
| Номінал (крон)                             | Аверс                                      | Реверс                                     | Розмір (мм)                                | Дизайнери                                  | випуску                                    | вилучення                                  |
| ------------------------------------------ | ------------------------------------------ | ------------------------------------------ | ------------------------------------------ | ------------------------------------------ | ------------------------------------------ | ------------------------------------------ |
| 1                                          |                                            |                                            | 76×56                                      | Рудольф Юнк                                | 2 січня 1922 року                          | 31 травня 1934 року                        |
| 2                                          |                                            |                                            | 82×60                                      | Рудольф Юнк, Рудольф Реслер                | 2 січня 1922 року                          | 31 травня 1934 року                        |
| 10                                         |                                            |                                            | 94×70                                      | Рудольф Юнк, Рудольф Реслер                | 2 січня 1922 року                          | 31 травня 1934 року                        |
| 20                                         |                                            |                                            | 100×74                                     | Рудольф Юнк, Рудольф Реслер                | 2 січня 1922 року                          | 31 травня 1934 року                        |
| 100                                        |                                            |                                            | 107×79                                     | Рудольф Юнк, Рудольф Реслер                | 2 січня 1922 року                          | 31 серпня 1925 року                        |
| 1 000                                      |                                            |                                            | 116×86                                     | Рудольф Юнк, Рудольф Реслер                | 2 січня 1922 року                          | 31 серпня 1925 року                        |
| 5 000                                      |                                            |                                            | 193×106                                    | Алоїз Ганс Шрам, Рудольф Юнк               | 2 січня 1922 року                          | 31 березня 1926 року                       |
| 50 000                                     |                                            |                                            | 193×106                                    | Алоїз Ганс Шрам, Рудольф Юнк               | 2 січня 1922 року                          | 31 березня 1926 року                       |
| 100 000                                    |                                            |                                            | 195×132                                    | Алоїз Ганс Шрам, Рудольф Юнк               | 2 січня 1922 року                          | 31 березня 1926 року                       |
| 500 000                                    |                                            |                                            | 198×107                                    | Карл Штеррер, Рудольф Юнк                  | 20 вересня 1922 року                       | 31 березня 1926 року                       |

### Банкноти Національного банку Австрії (1924—1925)
2 січня 1924 року серія попередніх номіналів 1922 року була доповнена випуском банкноти номіналом 10 000 крон, емітентом яких став новостворений Національний банк Австрії, а не Австро-угорський банк.
Відповідно до федерального закону під назвою нім. Schillingsrechnungsgesetz, прийнятого Національною радою Австрії 20 грудня 1924 року, новою офіційною грошовою одиницею Австрії став шилінг. Вага шилінгу в чистому золоті була зафіксована на рівні 0,21172086 г, приблизно на 30 % менше, ніж вага золотого вмісту крони. Обмін австрійських паперових крон на нову валюту проводився за курсом 10 000 :1. 1 березня 1925 року, через місяць після відставки Ігнаца Зейпеля, закон почав діяти. Як перехідний захід, банкноти номіналом 10 000 крон, датовані «2 січня 1924 року» і з червоним написом нім. Ein Schilling, досл. «1 шилінг», ввели в обіг 11 травня 1925 року. Австрійські крони все ще приймалися протягом наступного перехідного періоду, який тривав до кінця 1926 року.
| Банкноти Національного банку Австрії | Банкноти Національного банку Австрії | Банкноти Національного банку Австрії | Банкноти Національного банку Австрії | Банкноти Національного банку Австрії | Банкноти Національного банку Австрії | Банкноти Національного банку Австрії |
| Номінал (крон)                       | Зображення                           | Зображення                           | Розмір (мм)                          | Дизайнери                            | Дата                                 | Дата                                 |
| Номінал (крон)                       | Аверс                                | Реверс                               | Розмір (мм)                          | Дизайнери                            | випуску                              | вилучення                            |
| ------------------------------------ | ------------------------------------ | ------------------------------------ | ------------------------------------ | ------------------------------------ | ------------------------------------ | ------------------------------------ |
| 10 000                               |                                      |                                      | 126×79                               | Рудольф Юнк                          | 2 січня 1924 року                    | 31 грудня 1926 року                  |
| 10 000 крон = 1 шилінг               |                                      |                                      | 126×79                               | Рудольф Юнк                          | 11 травня 1925 року                  | 31 грудня 1926 року                  |
| 1 000                                |                                      |                                      | 193×93                               | Рудольф Юнк, Карл Штеррер            | не випущена                          | не випущена                          |

## Монети
Станом на 1922 рік в Австрійській Республіці продовжували використовувати монети австро-угорської крони. Лише в 1923 році випустили мідну монету 100 австрійських крон, на якій цифри номіналу були зображені малими літерами. Це було пов'язано з підготовкою до запровадження австрійського шилінга в 1925 році. На той час 100 крон мали вартість, еквівалентну «1 грошу» 1925 року. Дизайн монет був однаковим, за винятком відображення цифр. Подібна ситуація склалася і з мідними монетами номіналом 200 крон та мідно-нікелевими монетами номіналом 1 000 крон. Виняток становили лише золоті монети номіналом 20 і 100 корон, які зберегли свій унікальний вигляд як до, так і після цього періоду.
Монети усіх номіналів карбували на Австрійському монетному дворі (розташованому в Відні). Гравером монет номіналом 100 та 1 000 крон був Генріх Зіта; 1000 крон містить його підпис під портретом «H•ZITA», а 100 — «HZ.». Гравером 200 крон був Філіп Хойслерр, а монет 20 і 100 золотих крон — Ріхард Плахт.
| Австрійські крони 1923—1924 років | Австрійські крони 1923—1924 років | Австрійські крони 1923—1924 років | Австрійські крони 1923—1924 років                                    | Австрійські крони 1923—1924 років                                             | Австрійські крони 1923—1924 років | Австрійські крони 1923—1924 років | Австрійські крони 1923—1924 років | Австрійські крони 1923—1924 років | Австрійські крони 1923—1924 років | Гроші австрійського шилінга (монети-наступники) | Гроші австрійського шилінга (монети-наступники) | Гроші австрійського шилінга (монети-наступники) |
| Номінал                           | Зображення                        | Зображення                        | Опис                                                                 | Опис                                                                          | Діаметр (мм)                      | Метал                             | Маса (г)                          | Гурт                              | Роки випуску                      | Номінал                                         | Зображення                                      | Зображення                                      |
| Номінал                           | Аверс                             | Реверс                            | Аверс                                                                | Реверс                                                                        | Діаметр (мм)                      | Метал                             | Маса (г)                          | Гурт                              | Роки випуску                      | Номінал                                         | Аверс                                           | Реверс                                          |
| --------------------------------- | --------------------------------- | --------------------------------- | -------------------------------------------------------------------- | ----------------------------------------------------------------------------- | --------------------------------- | --------------------------------- | --------------------------------- | --------------------------------- | --------------------------------- | ----------------------------------------------- | ----------------------------------------------- | ----------------------------------------------- |
| 100 крон                          |                                   |                                   | Номінал, рік карбування                                              | «ÖSTERREICH», Голова орла, ініціали HZ.                                       | 17                                | 95 % Cu, 4 % Sn, 1 % Zn           | 1,666                             | Гладкий                           | 1923 1924                         | 1 грош                                          |                                                 |                                                 |
| 200 крон                          |                                   |                                   | Номінал, рік карбування                                              | «ÖSTERREICH», Миличний хрест                                                  | 19                                | 95 % Cu, 4 % Sn, 1 % Zn           | 3,333                             | Гладкий                           | 1924                              | 2 гроша                                         |                                                 |                                                 |
| 1000 крон                         | 1000 Kronen 1924 vorne            | 1000 Kronen 1924 hinten           | Номінал, вінок, рік карбування                                       | «REPUBLIK ÖSTERREICH», портрет жінки у капелюсі на тлі гір, ініціали «H•ZITA» | 22                                | 75 % Cu, 25 % Ni                  | 4,5                               | Гладкий                           | 1924                              | 10 грошів                                       |                                                 |                                                 |
| 20 крон                           | Gold 20 Kronen 1923 vorne         | Gold 20 Kronen 1923 hinten        | «2952 KRONEN = 1 KILOGRAMM MÜNZGOLD (900/1000 FEIN)», вінок, номінал | «REPUBLIK ÖSTERREICH», герб Австрії, рік карбування                           | 21                                | 900 ‰ Au, 100 ‰ Cu                | 6,77                              | Рифлений                          | 1923 1924                         | ——                                              | ——                                              | ——                                              |
| 100 крон                          |                                   | Gold 100 Kronen 1924 hinten       | «2952 KRONEN = 1 KILOGRAMM MÜNZGOLD (900/1000 FEIN)», вінок, номінал | «REPUBLIK ÖSTERREICH», герб Австрії, рік карбування                           | 37                                | 900 ‰ Au, 100 ‰ Cu                | 33,88                             | Рифлений                          | 1923 1924                         | ——                                              | ——                                              | ——                                              |

| Рік  | 100 крон   | 200 крон   | 1000 крон  | 20 крон | 100 крон |
| ---- | ---------- | ---------- | ---------- | ------- | -------- |
| 1923 | 5 603 680  | —          | —          | 6 988   | 617      |
| 1924 | 43 813 820 | 57 160 000 | 72 353 000 | 10 337  | 2 851    |

## Статистичні дані
| Рік  | Індекс споживчих цін | Річний рівень інфляції (%) |
| ---- | -------------------- | -------------------------- |
| 1914 | 1                    | -1,2                       |
| 1915 | 1,7                  | 67,8                       |
| 1916 | 3,4                  | 104,8                      |
| 1917 | 6,8                  | 99                         |
| 1918 | 11,2                 | 63,8                       |
| 1919 | 27,9                 | 149,3                      |
| 1920 | 55,5                 | 98,7                       |
| 1921 | 169                  | 204,9                      |
| 1922 | 5 032                | 2 876,8                    |
| 1923 | 11 712               | 132,8                      |
| 1924 | 13 788               | 17,7                       |
| 1925 | 15 043               | 9,1                        |

| Ціни                           | Ціни        | Ціни          | Ціни         | Ціни        | Ціни        | Ціни            |
| Назва товару                   | В кронах    | В кронах      | В кронах     | В кронах    | В кронах    | В шилінгах      |
| Назва товару                   | 1914 рік    | 1919 рік      | 1919 рік     | 1921 рік    | 1923 рік    | 1925 рік        |
| Назва товару                   | 1914 рік    | Офіційна ціна | Чорний ринок | 1921 рік    | 1923 рік    | 1925 рік        |
| ------------------------------ | ----------- | ------------- | ------------ | ----------- | ----------- | --------------- |
| Щоденна газета                 | 0,12        |               |              | 2           | 1 000       | 0,33            |
| Вугілля (1 кг)                 | 0,04        |               |              | 4           | 965         | 0,11            |
| Квиток на трамвай (Відень)     | 0,2         |               |              | 5           | 1 500       | 0,35            |
| Яйце (1 шт.)                   | 0,07        | 1             | 5            | 17          | 1 900       | 0,16            |
| Пиво (1 л.)                    | 0,29        | 2,4           |              | 8,4         | 3 400       | 0,98            |
| Хліб (1 кг)                    | 0,32        | 1,24          | 9,5          | 4,76        | 5 268       | 0,62            |
| Борошно (1 кг)                 | 0,44        | 2,76          | 30           | 11,2        | 6 910       | 0,68            |
| Цукор (1 кг)                   | 0,84        | 2,72          | 30           | 96          | 9 525       | 1,32            |
| Яловичина (1 кг)               | 1,95        | 8,2           | 100          | 102         | 18 600      | 2,8             |
| Кава (1 кг)                    | 4,5         |               |              | 328         | 53 500      | 12,8            |
| Чоловічий костюм               | 45          |               |              | 10 000      | 777 000     | 125             |
| Жіночий костюм                 | 70          |               |              | 13 000      | 1 000       | 170             |
|                                |             |               |              |             |             |                 |
| Місячний дохід                 |             |               |              |             |             |                 |
| Посада                         | В кронах    | В кронах      | В кронах     | В кронах    | В кронах    | В шилінгах      |
| Посада                         | 1913 рік    | 1914 рік      | 1920 рік     | 1921 рік    | 1923 рік    | 1925 рік        |
| Допомога по безробіттю         |             |               |              |             | 420 000     | 66              |
| Робітник                       |             | 99            |              | 3 200       |             | 160             |
| Кваліфікований робітник        |             | 136           |              | 3 900       | 1 540 000   | 228             |
| Працівник                      |             | 144           |              |             |             | 180             |
| Майстер                        |             |               |              |             |             | 329             |
| Держслужбовець середньої ланки | 300         |               | 6 000        | 26 666      |             |                 |
| Вищий керівник                 |             |               |              |             |             | 471             |
|                                |             |               |              |             |             |                 |
| Бюджет                         |             |               |              |             |             |                 |
| Стаття                         | В млн. крон | В млн. крон   | В млн. крон  | В млн. крон | В млн. крон | В млн. шилінгів |
| Стаття                         | 1913 рік    | 1918 рік      | 1919 рік     | 1921 рік    | 1923 рік    | 1925 рік        |
| Державні доходи                | 3 486       |               |              | 78 063      | 9 040 000   | 1 487           |
| Державні витрати               | 3 460       |               |              | 218 763     | 10 620 000  | 1 411           |
| Дефіцит/профіцит               | + 26        |               |              | - 140 726   | - 1 580 000 | + 76            |
| Обіг банкнот                   | 2 493,6     | 35 588,6      | 54 464,6     | 1 353 403   | 7 125 755   | 890             |

1. 1 2 3  10 000 крон = 1 шилінг

Національний банк Австрії розробив валютний калькулятор, який дозволяє порівняти ціну споживчого кошика (що включає набір товарів і послуг) у певному році, з їхньою вартістю на сьогодні.